# Мухамед ибн Зајед ел Нахјан
Шеик Мухамед ибн Зајед ел Нахјан (арап. محمد بن زايد آل نهيان; Абу Даби, 11. март 1961) емиратски је политичар. Од 2022. обавља функцију трећег председника Уједињених Арапских Емирата и емира Абу Дабија.
Син је првог председника Уједињених Арапских Емирата — Заједа ибн Султана ел Нахјана. Школовао се у Уједињеним Арапским Емиратима и у Уједињеном Краљевству. Године 1979. завршио је Краљевску војну академију Сандхерст (енгл. Royal Military Academy Sandhurst) у Уједињеном Краљевству.